# Hispidella hispanica
Hispidella hispanica é uma espécie de planta com flor pertencente à família Asteraceae. 
A autoridade científica da espécie é Lam., tendo sido publicada em Encycl. (J. Lamarck & al.) 3 (1): 134. 1789.

## Portugal
Trata-se de uma espécie presente no território português, nomeadamente em Portugal Continental.
Em termos de naturalidade é endémica da Península Ibérica.

## Protecção
Não se encontra protegida por legislação portuguesa ou da Comunidade Europeia.